# 유고슬라비아 왕국의 국가
유고슬라비아 왕국 국가(세르비아어: Himna Kraljevine Jugoslavije 힘나 크랄례비네 유고슬라볘)는 유고슬라비아 왕국의 국가였다.
이 노래는 현 세르비아의 국가인 하느님의 정의, 크로아티아의 국가인 우리의 아름다운 조국, 그리고 슬로베니아의 옛 국가인 영광의 깃발을 향해를 합친 것이었다. 처음에는 세르비아어, 그 다음엔 크로아티아어, 그 다음엔 슬로베니아어, 마지막으로 세르비아어 순으로 불렀다.

## 가사

### 키릴 문자
Боже правде, Ти што спасе
Од пропасти до сад нас,
Чуј и од сад наше гласе,
И од сад нам буди спас!
Лијепа наша домовино,
Ој јуначка земљо мила,
Старе славе дједовино,
Да би вазда сретна била!
Напреј застава славе,
На бој јунашка кри!
За благор очетњаве
Нај пушка говори!
Напреј застава славе,
На бој јунашка кри!
За благор очетњаве
Нај пушка говори!
Боже спаси, Боже храни
Нашег Краља и наш род!
Краља Петра, Боже храни1,
Моли ти се сав наш род.
1 알렉산다르 1세의 재위 기간에 사용된 가사: Краља Александра, Боже храни

### 라틴 문자
Bože pravde, Ti što spase
Od propasti do sad nas,
Čuj i od sad naše glase,
I od sad nam budi spas!
Lijepa naša domovino,
Oj junačka zemljo mila,
Stare slave djedovino,
Da bi vazda sretna bila!
Naprej zastava slave,
Na boj junaška kri!
Za blagor očetnjave
Naj puška govori!
Naprej zastava slave,
Na boj junaška kri!
Za blagor očetnjave
Naj puška govori!
Bože spasi, Bože hrani
Našeg Kralja i naš rod!
Kralja Petra, Bože hrani1,
Moli ti se sav naš rod.
1 알렉산다르 1세의 재위 기간에 사용된 가사: Kralja Aleksandra, Bože, hrani

## 해석
정의로우신 하느님, 지금까지 우리를
파멸에서 구해주신 당신,
변함없이 우리의 목소리를 들어주시고,
영원히 우리의 구세주가 되어 주소서.
아름다운 우리 조국,
사랑스런 영웅의 땅,
옛 영광의 나라,
영원히 행복하라!
영광의 깃발을 향해
싸우라고 영웅들이 외쳤도다.
우리의 영광을 지키려면
총을 돌려줘야 한다.
영광의 깃발을 향해
싸우라고 영웅들이 외쳤도다.
우리의 영광을 지키려면
총을 돌려줘야 한다.
하느님, 구원하시고 지켜주소서
우리의 왕과 우리의 민족을!
하느님, 페타르 국왕을 지켜주소서1
우리 민족 모두를 부탁하소서
1 알렉산다르 1세의 재위 기간에 사용된 가사: 하느님, 알렉산다르 국왕을 지켜주소서